# Соборноправна українська автокефальна православна церква
Соборноправна Українська Автокефальна Православна Церква — одна з церков українського православ'я, що оформилась на еміграції по другій світовій війні. Члени СУАПЦ вважають, що вони продовжують УАПЦ митрополита В. Липківського, виходячи з переконання, що українській церкві властива засада соборноправности.

## Історія
У діяльності митрополита Полікарпа (Сікорського) на еміграції єпископ Григорій (Огійчук) у 1946 р. побачив відхід від ідей соборноправності. Зокрема, Еслінгенський собор УАПЦ в діаспорі в березні 1946 р. прийняв постанову, якою утворювався синод єпископів УАПЦ як керівний орган, з чим не погоджувалися прихильники ідей соборноправності, що виступали за включення до синоду мирян. Цей же собор виступив проти виборності священства, ствердивши, що священників обирають та призначають виключно єпископи.
Також у 1946 р. Полікарп залишив без задоволення прохання предстоятеля УАПЦ США архієпископа Нью-Йоркського Іоанна Теодоровича щодо його прийняття в УАПЦ митрополита Полікарпа у сущому сані, а в серпні 1947 р. Мюнхенський собор УАПЦ прийняв постанову, якою пропонувалося Іоанну Теодоровичу прийняти від Полікарпа перевисвяту. Цим порушувалася постанова Пинського собору УАПЦ 1942 року, який чітко й виразно постановив приймати духовенство УАПЦ Липківського в сущому сані. Природньо, що Полікарп побачив в особі Іоанна Теодоровича свого конкурента, а тому й став закидати йому неканонічність, вимагав перевисвяти, проявивши тим самим лицемірство та подвійну мораль, а також зневагу до тієї частини духовенства УАПЦ, яка мала висвяту від ієрахів УАПЦ Липківського.
Відповіддю на це з боку владики Григорія та його прихильників став вихід з юрисдикції Полікарпа, та утворення ними на Ашафенбурзькому соборі 25-26 серпня 1947 р. УАПЦ-Соборноправної. У даному соборі взяли участь єпископ Григорій, 7 священників УАПЦ та 59 мирян. Очолити нову гілку УАПЦ було запропоновано Іоанну Теодоровичу, але через його відмову предстоятелем УАПЦ-Соборноправної було обрано єпископа Григорія (Огійчука), згодом піднесеного до сану митрополита..
Отже, зверхники відновленої 1942 року УАПЦ не цілком поділяли погляди частини духовенства щодо засал собоноправності в УАПЦ, і мали застереження щодо канонічности акту 1921, яким тоді встановлено ієрархію. Ці розходження призвели до оформлення окремої СУАПЦ, що її очолив архієпископ Григорій (Огійчук).
Ареал вірних УАПЦ-Сорноправної спочатку обмежувався лише Німеччиною та Великобританією. У 1949 р. УАПЦ-Соборноправна поширила свою діяльність на територію США. Після цього центр діяльності УАПЦ-Соборноправної перемістився у США. Туди переїхав у 1950 р. й сам митрополит Григорій (Огійчук), консисторія якого перемістилася в Чикаго, а також багато вірних. Парафії УАПЦ-Соборноправної було утворено і в Канаді.
Після розселення на рубежі 1940-х - 1950-х рр. більшості українців з Західної Європи в Північній Америці (США і Канаді), центром СУАПЦ стало м. Чикаго (США), де перебував її митрополит Григорій (Огійчук) до смерті 1985 року. У 1974 р. ієрархія СУАПЦ складалася з митрополії і двох єпископаств, одне з них — в Англії. СУАПЦ має нечисленне духовенство і парафії на різних континентах, з них частина опинилася в опозиції до митрополита Григорія, визнаючи (після розколів у 1957 і 1973) провід інших єпископів. Друкованими органами СУАПЦ стали журнали «Православний українець» і опозиційний «Церква і життя», які виходили в Чикаго.
У середині 1950-х років сформувалась і група соборноправних священників в Австралії. Вони на початку 1955 року вибрали кандидатом на єпископа Дмитра Буртана, який у липні 1955 року прийняв чернецтво з іменем Донат, а вже 28 серпня 1955 року в м. Чикаго його висвятили на єпископа УАПЦ-Соборноправної для Австралії єпископи Григорій (Огійчук) та Микола (Урбанович). Але вже наступного, 1956 року Донат був прийнятий через перевисвяту в УАПЦ, і поєднався з групою правлячого єпископа Австралійської єпархії УАПЦ Сильвестра (Гаєвського), у якого став заступником (вікарієм). Слідом за Донатом, до УАПЦ перейшли наступні "соборноправні" священики Австралії: Всеволод Коломийцев-Майданський, Анатолій Стришинський, Олександр Зелінський. Пізніше Донат (Буртан) пояснював, що умисне перейшов у 1954 р. до "соборноправників", щоб привести їх потім до єдності з УАПЦ (Українці в Австралії: матеріяли до історії поселення українців в Австралії. Мельбурн, 1966, с. 176).
Саме в 1950-х - 1960-х рр. "соборноправна" юрисдикція роздробилась на велику декілька одиниць. Зокрема, з неї викоремилась УАПЦ Північної та Південної Америки, яку заснував у 1959 році єпископ Василій (Савина) в США, та юрисдикція Західно-Європейського єпископа УАПЦ (Соборноправної) Євгенія (Бачинського) в 1955-1978 рр. (з осідком у Швейцарії, парафія Ружмон).
Наступною виділяється зареєстрована "Автокефальна Словянська Православна Кафолічна Церква (в екзилі)", яку заснував 1969 року митрополит Андрій (Вільям Ендрю Пратскі, або Празький). У неї в США були дві легальні структури: зареєстрований 20 квітня 1970 року «Автокефальний Словянський Православний Кафолічний архідіоцез», з юридичною адресою при гуманітарному центрі Золотого Хреста на Хантер-Авеню в районі Бронкс (м. Нью-Йорк), та «Словянська Східна Православна Церква: діоцез Нью-Джерсі», зареєстрована 18 вересня 1970 року..
З УПЦ-КП повязана структура, утворена в 1971-1973 роках в США, та прийнята в 1994 році в підпорядкування Київського Патріархату. Цю структуру, відокремлену від юрисдикції Григорія (Огійчука), заснував єпископ Олександр (Биковець), спочатку - білий ієрей, настоятель собору в м. Детройт (штат Мічиган), з 1988 року — єпископ, який помер у 2013 році. Першим главою цієї нової юрисдикції в 1973-1983 роках був архієпископ Олексій (Пелипенко) з Аргентини, а з його смертю в 1983 році цю юрисдикцію очолив архієпископ Петро (Колісник) з Чикаго. Останній до 1973 року був архимандритом у юрисликції Григорія (Огійчука), котрий відмовився висвятити Петра в єпископи, і той зі своїми прихильниками відколовся від Григорія. Окрема юрисдикція Колісника-Биковця остаточно оформилась у ході позачергового Собору УАПЦ (с), проведеного 22-25 грудня 1973 р. у Клівленді, в якому брали участь  протопресвітер Олександр Биковець, прот. Олексій Шевченко, архімандрит Петро Колісник, єпископ Олексій, прот. Григорій Сиваченко, свящ. Павло Шадурський,  протодиякон Антон Зозуля.
Саме Биковець, настоятель громади УАПЦ-Соборноправної в м. Детройт, та його учень - дяк, згодом священник Мирон Безкровний (1904-1989), мешканець м. Форт-Вейн (штат Індіана), зареєстрували 23 грудня 1971 року при нововідкритому храмі Вознесення Господнього громаду "УАПЦ м. Форт-Вейн" у секретаріаті штату Індіана.. Далі, 17 березня 1983 року була зареєстрована "УАПЦ Америки і Європи" в м. Детройт (штат Мічиган), керівником стала Марія Кравченко.. Також зусиллями священика Мирона Безкровного було відкрито новий храм на честь св. Андрія в м. Клівленд (штат Огайо).
До УАПЦ-Соборноправної були близькі двоє архієреїв, перебуваючі до 1994 року в юрисдикції митрополита Міланського Євлогія (Хеслера) - владика Лазар (Лев Пухало) і владика Варлаам (Василь Новокшонов). Вони побудували поблизу м. Роуздейл (провінція Британська Колумбія, Канада) в 1983-1991 роках чоловічий монастир Всіх Святих, відомий також як Ново-Острогівський, оскільки там був престол на честь преподобного Василія Острогівського - святого з серського Ново-Острогівського монастиря. У 1994 році обидва прийняті в юрисдикцію УПЦ-КП, Лазар (Пухало) - як єпископ Оттавський, і Василій (Новокшонов) - як єпископ Ванкуверський .
Активно діяло і Чиказьке архієпископство УАПЦ (Соборноправної), яке очолив владика Петро (Колісник). Його найближчим доралником у 1979-1987 роках, до свого упокоєння був архимандрит Павло (Петро Ямнюк, 1909-1987), випускник Дубенської неоуніатської семінарії, та настоятель парафії в м. Кліфтон.
За рекомендацією голови Малої Ради УАПЦ-Соборноправної прот. Олександра Биковця і секретаря ради, мирянина Івана Чикала 20 грудня 1981 року архімандрит Йосиф (в миру Іван Бурма) з Великобританії був хіротонізований на титулярного єпископа Лубенського в м. Детройт.
Також найближчим помічником Биковця пізніше став прот. Стефан Посаківський, настоятель парафії святого першомученика Стефана в Брунсвіку, штат Огайо (Детальніше - у книзі: Живу, Вкраїно, я тобою! [про протопресвітера УПЦ Київського Патріархату в США Стефана Посаківського] / Ніна Бай. Київ: Бібліотека українця, 2000). Останній помер у 2006 році, а збудований ним у приватній оселі храм на деякий час перейшов до УПЦ-КП.. Власницею будівлі та незалежної православної церковної організації - "Свято-Стефанівської української православної церкви", зареєстрованої ще в червні 1980 року, стала його вдова Роксана Посаківська, що було зареєстровано в секретаріаті штату Огайо.. Саме цей юридичний момент і став причиною того, що громада Роксани Посаківської у 2011 році без будь-яких правових перешкод залишила УПЦ-КП і приєдналася до юрисдикції Техаської єпархії УАПЦ-Соборноправної.
16 червня 1983 у м. Чикаго підписано "Акт об'єднання", під яким було поставлено підписи владики Григорія (Огійчука), митрополита і предстоятеля "Української Автокефальної Православної Церкви (Соборноправної) на чужині", та владики Петра (Колісника), архієпископа і предстоятеля "Української Автокефально! Православної Церкви (Соборноправної) в Америці й Европі". Було вирішено цим актом "об'єднати наші церковні юрисдикції на рівних правах в одну Українську Автокефальну Православну Церкву (Соборноправну) в Америці й Европі" (Газета "«Свобода», 1983. №137).
1 вересня 1985 року в м. Чикаго відбувся новий так званий "Собор Поєднання", між частинами юрисдикцій померлих Григорія (Огійчука) та Олексія (Пелипенка). Нововисвяченого священика Сергія Онішка обрано головою Собору Поєднання, секретарями - сестер Марту Яцечко й Анну Олександрову, а до Почесної президії увійшли єпископ УАПЦ-Соборноправної Іоанн (Гриценко) з Англії (висвячений на єпископа 1969 року), титулярний єпископ Чигиринський Ізяслав (Гончарів) з м. Сан-Франциско, який висвячений 1981 року, протоієрей Олександр Биковець, та протоієрей Григорій Крамаренко (Газета «Свобода», 1985. №181).
Від цього собору єднання ухилився єпископ УАПЦ-Соборноправної Олексій (Царик) - колишній протоієрей та настоятель  української православної церкви святої Троїці в передмісті Детройта Діаборні. Він у 1984-1985 роках перебував під канонічною забороною.

### Соборноправна УАПЦ Техасу
Окрему структуру представляє так звана "Х'юстонська і Техаська єпархія УАПЦ-Соборноправної" (Соборноправна УАПЦ Техасу), центром якої став побудований на рубежі 1970-х - 1980-х років монастир Чотирьох Євангелістів з церквою св. Іоанна Златоуста в іспанськомовному  районі Харрісбург в західній частині м. Х'юстон. Єпархію утворив у 1982 році в юрисдикції Григорія (Огійчука) висвячений ним ієромонах, згодом з 29 червня 1982 року єпископ Макарій, який зареєстрував у м. Х'юстон наступні організації: 4 листопада 1975 року - "Cхідний православно-кафолічний діоцез Х'юстону та околиць", 14 лютого 1983 року – «Інститут східних церковних студій» та «УАПЦ в Техасі».
На Вербну неділю, 18 квітня 1976 року перша літургія була відслужена у тимчасовій каплиці майбутнього монастиря Чотирьох Євангелістів - металічній будівлі, встановлення якої відбулося за кошти Роналда Флемінга. 1 лютого 1977 року добудовану каплицю було освячено та відкрито для богослужінь.
24 квітня 1977 року ієромонах Макарій піднесений до сану ігумена, юрисдикції Слов'янської Православної Церкви митрополита Андрія (Пратського),  а далі, 7 травня 1978 року - до сану архимандрита. Далі, у 1982 році відбулися єпископські свячення: за участю митрополита Григорія (Огійчука) 29 червня архимандрит Макарій висвячений на "єпископа Х'юстонського і всього Техасу", а 2 липня архимандрит Тимофій висвячений на вікарного єпископа Техаської єпархії.
У 1983-1985 роках при монастирі було побудовано кафедральний храм на честь св. Іоанна Златоуста.
24 липня 1988 року Предстоятель Білоруської Автокефальної Православної Церкви, митрополит Ізяслав (Бруцький) вперше служив літургію в Х'юстонському монастирі Чотирьох Євангелістів.
Також на початку 1990-х рр. при монастирі побудована каплиця на честь святих Ананії та Романа, а наприкінці 1990-х рр. утворено "конвент" (жіночий скит) на честь св. жон мироносиць Марфи і Марії. Як зазначалося на сайті УАПЦ Техасу, храми монастиря Чотирьох Євангелістів використовувалися для богослужінь та церковно-хорових практик не тільки УАПЦ, але і Білоруської автокефальної православної церкви митрополита Ізяслава (Бруцького)..
Макарій, як єпископ УАПЦ-Соборноправної, 14 травня 1999 року звернувся до Філарета (Денисенка) з проханням про прийняття його в УПЦ-КП, це прохання було задоволено Синодом УПЦ-КП 23 листопада 1999 року. Але вже у жовтні 2009 року дане рішення було відмінено самим Патріархом Філаретом під час його візиту у США.
Після остаточного розриву з УПЦ-КП Макарій, мексиканець за походженням, в миру - Девід Карріон, 1957 року народження, став однією з уповноважених осіб при реєстрації в Хюстоні "УАПЦ поза Україною" 3 серпня 2011 року..
Реальним же керівником останньої юрисдикції став юрист Тайлер Джонсон Скофілд, 1956 року народження, також з Хюстону, який числиться в клірі, як "архімандрит Іннокентій", та був одним з уповноважених осіб монастиря при реєстрації у Хюстоні за цією адресою громади "УАПЦ поза Україною" 3 серпня 2011 року під керівництвом першоієрарха Макарія. Саме тоді, співзасновниками виступили архієпископ Олександр (Биковець) та вдова прот. Стефана Посаківського - Роксана Посаківська, жителька м. Медіна, штат Огайо, яка була власницею Свято-Стефанівського домового храму в місті Брансвік у штаті Огайо . Конституцію (релігійний статут) "УАПЦ поза Україною" було подано в секретаріат штату Техас ще 8 березня 2011 року .
Саме у цьому храмі архієпископ Х'юстонський і всього Техасу Макарій (Карріон), за даними його сайту, 21 жовтня 2012 року був піднесений до сану митрополита-першоієрарха, та очолив після смерті 2013 року архієпископа Олександра (Биковця) ту гілку УАПЦ, яка стоїть на позиціях Ашафенбурзького собору 1947 року, про що окремо говориться на сайті нової юрисдикції.. Саме Макарій та юрист Тайлер Джонсон Скофілд взяли участь у реєстрації при своїй резиденції в Х'юстоні незалежної громади «Білоруська автокефальна православна церква» 9 червня 2014 року..
Вікарієм архієпископа Х'юстонського став єпископ Тимофій, висвячений у Чикаго 2 липня 1982 року митрополитом Григорієм (Огійчуком). За деякими даними, він же - в миру, бізнесмен Чарльз Чуквуєм Аджабор (Charles Chukwuyem Ajabor), який числиться другим власником церковно-адміністративного комплексу..
З 24 лютого по 11 травня 2008 року насельником Х'юстонського чоловічого монастиря Чотирьох Єванеглістів був архімандрит Святослав (Вячеслав Логін), який 11 травня 2008 року висвячений на єпископа Новогрудського в юрисдикції Білоруської автокефальної православної церкви (БАПЦ) за участі єпископа Х'юстонського Макарія (Карріона).
Також за участі Макарія відбудася реєстрація в Х'юстоні громади «Білоруської автокефальної православної церкви» 9 червня 2014 року, одним з засновників став колишній громадянин України - священник Ігор Чикіта, висвячений на єпископа БАПЦ з іменем Серафим у червні 2011 року за участю Олександра (Биковця) та Макарія (Карріона), служив спочатку під керівництвом Святослава (Логіна), але у 2012 році порвав з ним.
Не пізніше 2011 року Серафим приєднався до Х'юстонського монастиря, де він став єпископом (з титулом "Віленський") - настоятелем білоруського скиту св. Афанасія і деканом Інституту східних православних досліджень (семінарії)..
Крім того, у 2022 році Серафим (Чикіта) приєднав до своєї юрисдикції офіційно зареєстровану з 1952 року "Білоруську парафію Жировицької ікони Богоматері" в м. Стронгсвіл (штат Огайо), настоятелем якої став клірик Соборноправної УАПЦ Ніколас Гобора, 1931 року народження, кореєць за походженням, який перед тим у 2000-2022 роках служив у Брансвіку. Тоді ж, у 2022 році Серафим оголосив себе "митрополитом Віленським і Нью-Йоркським".
Серед інших відгалужень УАПЦ-Соборноправної, відома утворена за участі колишнього єпископа УАПЦ-Соборноправної Мойсея (Кулика) у 2004-2005 роках Українська автокефальна православна церква канонічна (спочатку в 2004-2005 роках називалася "соборною церквою"), а також організована у 2005 році структура єпископа Іоанна (Майлеса Нотаро) у США - так звана "Автономна УПЦ в Америці", з духовно-адміністративним центром при Ново-Манявському чоловічому скиті в місті Мілвокі (штат Вісконсин).

## Сучасний стан

### УАПЦ Детройтського архієпископства
У 1989-1990 роках, найчисельнішою була та гілка УАПЦ-Соборноправної, яку очолював преосвященний Олександр (Биковець), архієпископ Уманський і Детройтський, з кафедральним собором св. Андрія у м. Детройт (штат Мічиган). Йому допомагали також титулярні владики у США: архієпископ Чигиринський Ізяслав (Гончарів) з м. Сан-Франціско, і єпископ Луцький Єлисей (Газета "Свобода", 1991, №4). На єпископа протопресвітер Олександр Биковець з Детройту був хіротонізований 16 жовтня 1988 року в м. Аделаїда (Австралія), в соборі св. Архангелів Грецької автокефальної православної церкви. Свячення єпископа йому було вділено незалежним грецьким єпископом Австралії Спиридоном (Ірмогеносом), висвяченого свого часу архієреями СУАПЦ  28 лютого 1969 р. в Покровському Соборі у м. Чикаго (штат Іллінойс).
Окрему гілку в 1989-1990 роках становила парафія УАПЦ-Соборноправної при храмі св. Володимира у м. Форт-Вейн (штат Індіана), яку очолювали архієпископ Січеславський Петро (Колісник), та єпископ Лубенський Йосиф (Бурма) з Великобританії (Газета "Свобода", 1989, №3).
На підставі поданого предстоятелю УПЦ-КП Володимиру (Романюку) прохання преосвященний єпископ Олександр (Биковець), а також священики та парафії у США та Австралії, які раніше належали до Української Автокефальної Православної Церкви (Соборноправної), рішенням Священного Синоду УПЦ-КП (Журнал № 17 від 30 листопада 1994 р.) були прийняті в особисте підпорядкування предстоятеля УПЦ-КП, як постановив Синод: «Прийняти єпископа Олександра, єпископа Єлисея з духівництвом та парафіями у лоно Української Православної Церкви Київського Патріярхату»..
Цікаво, що "архієпископ-митрополит Січеславський" Петро (Колісник) та його Покровська громада в Чикаго не стали входити в УПЦ-КП, та зберегли за собою назву "УАПЦ-Соборноправна Америки і Австралії" аж до 2000 року.
У 2008-2009 роках відбулося певне погіршення стосунків між Філаретом (Денисенком) та Олександром (Биковцем). Причиною цього, як вважається, стала літургія, котру 11 травня 2008 року Олександр служив з єпископом Макарієм Гюстонським та єпископом УПЦ-КП Паїсієм (Дмоховським), під час якої колишній священнослужитель УПЦ-КП Святослав (Вячеслав Логін) був висвячений на єпископа Білоруської автокефальної православної церкви з титулом "Новогрудський і Північноамериканський", і тоді ж був обраний предстоятелем церкви.. Пізніше говорилося про те, що цю літургію Олександр та Паїсій відслужили без благословення Філарета. Однак одразу жодних санкцій застосовано не було.
Несподівано для всіх, 13 грудня 2009 року Синод УПЦ-КП констатував, що УАПЦ-Соборноправна де-факто не існує, як окрема одиниця, і постановив виключити Олександра (Биковця) зі складу УПЦ-КП, з визначенням йому місця служіння при соборі св. Андрія у м. Детройт.
Як зазначав єпископ Олександр (Биковець): "В ухвалах і Заклику наради духівництва й представників парафій УАПЦ (Соборноправної) в США з 18 грудня 1993 року Божого ухвалено "приєднатися до Київського Патріярхату на автономних основах, як ЦЕРКВА в іншій державі із збереженням всіх наших особливостей і назви Українська Автокефальна Православна Церква - УАПЦ". А в пункті 2 ухвалено "Звернутися з ЗАКЛИКОМ до всіх парафій УАПЦ (Соборноправної) про "приєднання УАПЦ (Соборноправної) як цілости до Української Православної Церкви - Київського Патріярхату."
А в документі з 21 грудня 1994 року - офіційному листі, даному від Управління справами УПЦ-КП Преосвященному Олександру (Биковцю), єпископу УАПЦ (Соборноправної) в США, також повідомлялося, що "згідно рішення Священного Синоду від 30.11.94 р. УАПЦ (Соборноправна) в США у складі єпископа Олександра, єпископа Єлисея з духівництвом та парафіями прийнята у лоно Української Православної Церкви Київського Патріярхату." Підписав Керуючий Справами Київської Патріярхії прот. Андрій Власенко"..
На свято Благовіщення 7 квітня 2010 року в соборі св. Андрія у м. Детройт відбувся Собор Єпископів УАПЦ (Соборноправної) Київського Патріяіхату в США за участі архиєпископа Олександра Уманського, єпископа Макаріоса Гюстонського і єпископа Паїсія (Дмоховського), якого було обрано секретарем Собору єпископів. Учасники оголосили про "скликання в найближчий час Церковного Собору для перегляду всіх порушень документально оформлених рішень щодо приєднання УАПЦ в США до Київського Патріярхату за Патріяршества бл.п. Святійшого Патріярха Володимира та для перегляду наших зв’язків із теперішнім керівництвом УПЦ КП, яке виразно стало на шлях керування Церквою невластивими Українському Православ’ю московсько – синодальними методами, які дозволяють теперішньому керівництву УПЦ КП вимагати від нас рабського підкорення, духовного поневолення, замість братерського у Христі єднання, безправности, приниження єпископського сану й авторитету та намагання роз’єднати складові частини нашої Церкви – єпископат, духівництво й вірних, заперечуючи документально доказану єдність цих складових частин, як єдиної Церкви, приступленої до єдности з Київським Патріярхатом ” на автономних основах, як Церква в іншій державі із збереженням всіх наших особливостей і назви Українська Автокефальна Православна Церква – УАПЦ"..
29-30 травня 2010 року в м. Клівленд у катедрі св. первомученика Стефана, а також у сусідньому м. Брансвік за 30 км від Клівленду відбувся 7-ий помісний собор Української Автокефальної Православної Церкви (соборноправної) в США Київського патріярхату. Для участи у соборних засіданнях зареєструвались уповноважені представники 10 парафій, двох монастирів, двох місій УАПЦ. Було заслухано інформацію Єпископа Макаріоса про місійну діяльність в Центральній та Південній Америці, а також на Карібах. Ухвалено включити в діоцезіяльну відповідальність єпархії Техас з центром в Гюстоні (Х'юстоні), очолювану Єпископом Макаріосом, також Мексику, Центральну і Південну Америки, та Карібські острови. Заслухано інформацію Архиєпископа Олександра (Биковця) про прийняття колишнього єпископа УПЦ-КП Паїсія (Дмоховського), що перебував на спокої, до Собору єпископів УАПЦ (соборноправної) в США Київського патріярхату і визначення йому церковних послухів місіонера та секретаря Собору єпископів. Йому визначено титул: єпископ Нокський, з призначенням намісником монастиря прп. Антонія Києво-Печерського в Ноксі, Індіяна. Ухвалено продовжувати видання часопису „Монастирський дзвін“ (Газета "Свобода", 2010, № 24, стор. 11).
З того часу існувала УАПЦ(Соборноправна) Київського Патріархату, в яку входили  три Єпископи УАПЦ – Олександер Уманський, Макаріос Гюстонський і Паїсій Нокський. До них долучився о. декан Володимир Петрів, який у липні 2010 року провів вшанування памяті Володимира Романюка в м. Детройт..
Нокський чоловічий монастир св. Антонія Печерського в м. Нокс (Басс-Лейк, штат Індіана) було засновано в 1988 році громадою УАПЦ-Соборноправної. Цей монастир у 1999-2001 роках причисляв себе до УПЦ-КП, як і засновану в 1999-2000 роках його "місіонерську парафію" - Покровський храм у м. Плімут (штат Індіана), де також у 1999-2000 роках побудовано і відкрито монастир під назвою Новопечерський Покровський (за адресою: 119 East Laporte - Plymouth, Indiana). Але вже у 2002 році у Нокському монастирі відправляв літургію митрополит УАПЦ-Соборноправної, владика Михаїл (Явчак-Чампіон), йому співслужили настоятель Нокського монастиря - архімандрит Феодосій (Томас Валкер), та ієромонах цієї ж обителі Томас (Віггінс)..
Цікаво, що свій чернечий постриг у 1998 році Феодосій (Валкер) отримав у Нокському монастирі від єпископа УПЦ-КП Олександра (Биковця), за даними сайту Новопечерського монастиря у м. Плімут..
До грудня 2010 року в Ноксі жив колишній єпископ УПЦ-КП Паїсій (Дмоховський), який у грудні 2010 року зрікся єпископства і перейшов до УПЦ-МП, оселившись у Севастополі. З того часу ігумен Нокського монастиря Феодосій (Томас Валкер) закрив свій скит у Ноксі, та переїхав у православний монастир Покрови Богоматері в місті Плімут, штат Індіана, який перейшов з УПЦ-КП до однієї з сирійських православних спільнот США.
Олександр (Биковець) у 2010 році виключений з УПЦ-КП, у 2011 році став почесним предстоятелем новоствореної "УАПЦ поза Україною" з центром у Х'юстоні, помер 2013 року. Але його кафедральний храм - Андріївський собор у м. Детройт так і залишився у віданні УПЦ-КП. У 2017 році  настоятелем цього собору став делегований Тернопільскою єпархією УПЦ-КП священник Котик Іван Володимирович.
Ювілейний собор Української Автокефальної Православної Церкви (Соборноправної) в США – Київський Патріярхат відбувся також у катедрі св. Стефана в м. Клівленд 22-23 жовтня 2011 р., з нагоди ювілею 90-ліття УАПЦ формації 1921 року.

### УАПЦ Клівлендської митрополії
На фоні фактичного розпаду юрисдикції Олександра (Биковця), ще одна гілка УАПЦ-Соборноправної, так звана УАПЦ Клівлендської митропололії під керівництвом Михайла Явчака-Чампіона виявила бажання приєднатися до УАПЦ Мефодія (Кудрякова), про що станом на вересень 2010 року повідомив у своїй статті дописувач сайту "Українська автокефалія", історик Володимир Підгайко з Луцька..
Ще на початку 1990-х роках сформувалася нова юрисдикція, відокремлена від УАПЦ-Соборноправної. 19 травня 1991 року новим предстоятелем одночасно і «Словянської православної кафолічної церкви» в США, і одного з відгалужень УАПЦ-Соборноправної в США став архієпископ Олексій (Нізза), висвячений на єпископа ще в 1988 році. Йому допомагав обраний тоді ж єпископ-коад’ютор грецького походження Евфіміос (Контаргіріс), у віданні якого були грецька православна церква св. Нектарія в районі Бруклін (Нью-Йорк), та грецький православний монастир св. Андрія в районі Бронкс (Нью-Йорк).
У 1996-2004 роках главою окремої гілки УАПЦ у США (Клівлендської єпархії УАПЦ-Соборноправної) був архімандрит, пізніше архієпископ Стефан (Петрович), відданий справі збереження автокефального характеру Церкви, племінник відомого діяча УАПЦ - протопресвітера Льва Островського, померлого в 1989 році.
До того, в 1994-1996 роках він належав зі своєю парафією, як ставропігійна юрисдикція, до складу однієї з громад УАПЦ (Соборноправної) під керівництвом Стефана Посаківського, настоятеля церкви в м. Брансвік (штат Огайо), а через нього - до Київської митрополії УПЦ-КП..
Про перебування Стефана (Петровича) в юрисдикції УПЦ-КП свідчить також грамота заступника патріарха УПЦ-КП Філарета (Денисенка) від 10 листопада 1994 року. 

Під час відвідин України восени 1996 року, Петрович був офіційно уповноважений вищим керівництвом УАПЦ в особі митрополита Василія (Боднарчука), щоб очолювати церковне управління у Клівленді, у статусі автономного утворення від УАПЦ, для керування парафіями у Північній та Південній Америці.
Про це свідчить грамота митрополита Василія, видана в м. Тернопіль 18 листопада 1996 року для архімандрита Стефана (Петровича), як настоятеля Борисоглібського храму м. Клівленд (штат Огайо), якою останній призначався на посаду "адміністратора Архідіоцезії Північної та Південної Америк" у юрисдикції Тернопільської митрополії УАПЦ.. Раніше, 20 березня 1996 року грамотою митрополита Василія Борисоглібському храму м. Клівленд було надано статус кафедрального собору УАПЦ..
8 листопада 1994 року громадянин США Стефан Петрович зареєструвався, як уповноважена особа релігійної організації - "Архідіоцез Північної та Південної Америки: катедра св. Бориса і Гліба", співзасновником якої вважався син прот. Льва Островського - Борис Островський з Клівленду.. Раніше, 4 серпня 1994 року він же зареєстрував «УАПЦ святого Димитрія» в м. Сандуски (штат Огайо). Але, очевидно, через втрату храму, надалі адміністративне управління цієї церкви - архідіоцез було зареєстровано в м. Гурон (штат Огайо) при помешканні Стефана (Петровича).. Друга ж громада зареєстрована в м. Спенсер (штат Огайо), за домашньою адресою сестри митрополита Стефана - Хелен Фоса Петрович .
Де-юре самостійна УАПЦ (Соборноправна) юрисдикції Клівлендського архієпископства-митрополії була започаткована на Клівлендському православному соборі 1998 року, положення якого та загальноцерковний канонічний статут було затверджено на наступному помісному соборі цієї церкви, проведеному 14 вересня 2000 року..
Далі, у березні 1998 року архімандрит Стефан (Петрович) висвячений на єпископа, а вже 27 липня 1999 року в Борисоглібському соборі м. Клівленд проголошений митрополитом-архієпископом і першоієрархом УАПЦ, у цьому брав участь митрополит Олексій (Нізза).
У березні 1998 року монах Михайло (Явчак-Чампіон), клірик Борисоглібської парафії м. Клівленд, возведений у сан архімандрита і призначений протосинкелом новоутвореної єпархії, а вже в липні 1998 року висвячений на єпископа Клівлендського..
Вже у 1999-2000 роках нова православна митрополія мала свій духовно-адміністративний центр у колишній церкві румунських баптистів на передмісті Клівленду (за адресою: 1416 West 57th Street, Cleveland, OH). Також у цей період існувало представництво цієї митрополії у м. Тернопіль (вул. Березова, буд. 12), координатором був Андрій Цицик..
Станом на 1999 рік, на одному з офіційних сайтів церкви згадані 7 парафій та 1 духовна місія УАПЦ-Соборноправної у США: St. Andrew Church, Longmont, CO (настоятель - ієромонах Андрій, в миру Аллен Елдер); St. Nilus Monastery, Atlanta, GA (St. Nektary of Optina Hermitage - 949 Berne St. Atlanta, Georgia) - настоятелем був ієромонах Нестор; St. Paul Church, Hyder, AK (настоятель - ієромонах Іоанн); St. Nicholas Church, Peekskill, NY (адреса керівного органу парафії, збігається з домашньою адресою Михаїла (Явчака-Чампіона) - 162 Albany Post Rd. Buchanan, NY 10511); St. Demetrius Church, Sandusky, OH (настоятель Річард Еккерт, адреса керівного органу парафії - 11 Memorial Drive Berlin Hts., OH 44814); Holy Resurrection Church, Cleveland, OH (настоятель - прот. Богдан Іванович Боднарчук, 1961 року народження, диригент хору - паніматка Оксана Боднарчук); SS. Kosmy & Damiana Church, Cleveland, OH (настоятель - Річард Еккерт); St. Nicholas Orthodox Mission  (у м. Клівленд, під керівництвом ієродиякона Марка Пергера)..
16 липня 2000 року настоятелем парафії в м. Афтон в штаті Міссурі (адреса: 6018 Southern Dr. Affton, MO 63123) призначений священник Миколай Ботоніс (Nicholas Botanis), керівник місіонерської спілки "Православні люди Америки", заснованої ним у 1991 році в місті Сент-Луіс одночасно з грецькою духовною семінарією св. Діонісія Закінфського. Ця спілка, як благодійна організація, перебувала на реєстрації з 1991 року по грудень 2005 року в штаті Міссурі за адресою: 7061 Itaska Dr, Saint Louis, MO 63123-1740..
За цією ж адресою в місті Сент-Луіс отримали реєстрацію наступні релігійні організації: Hellenic Orthodox Diasporas University Nb St Dionyssios Of Zakynthou Theological-philological School (з серпня 1996 року), Hellenic American Orthodox Union Of The Diaspora (з жовтня 2006 року), Universal Panorthodox Unity Of The Diaspora (з жовтня 2006 року), Holy archdiocese of the diaspora (Patriou) Holy orthodox synod of the diaspora (з листопада 2006 року), Orthodox People In America Inc (з квітня 2011 року).
Очевидно, саме цей Миколай 6 серпня 2000 року отримав призначення на кафедру єпископа Берлінського і всієї Німеччини, подальша його діяльність на цій посаді невідома. Під його ж керівництвом існував і монастир св. Василія у м. Манітовок, штат Вісконсин.. Саме цей клірик пізніше увійшов у так звану "Денверську митрополію", яку очолював митрополит Денверський Колін (Colin Guthrie), і вже 2002 року згаданий настоятелем парафії в містечку Афтон (Rev. Fr. Nikolas Botonis - Hellenic Orthodox Mission Parish, 9861 Baptist Church Road, Afton, MO 63123).. Денверська митрополія заснована у 1980-х роках, зареєстрована у березні 1985 року, як "The Holy Orthodox Catholic Church / Holy Synod Of Denver", перереєстрована 27 грудня 1999 року під назвою "American Synod, Holy Orthodox Church, Archdiocese Of Westminster-Denver, Inc."  в місті Аврора (штат Колорадо), настоятелем став Колін Джеймс Гутрі, 1929 року народження.
Далі, у 2000-2002 роках до УАПЦ-Соборноправної додалися ще 6 парафій у США (St. Michael the Archangel Mission, Murray, Utah; SS. Volodymyr & Olha Church, New Britian, Conneticut; Holy Trinity Church, Bridgeport, Conneticut; Our Lady of Perpetual Help Church, Manitowoc, Wisconsin; All Holy Trinity Oratory & Mission, Oakland, California; SS. Dionysios, Timotheos & Mavra Church, Affton, Missouri), а також Клівлендський Покровський монастир під керівництвом ієромонаха Марка Пергера, померлого 2002 року..
Також у м. Скрантон екстрасенс і психоаналітик Дан Едмундс, прийнявши чернецтво з іменем Діонісій, утворив при клубі "Колонада" громаду УАПЦ-Соборноправної, намагався зареєструвати український православний скит святих Михаїла і Деметріоса, та очолював так звану "Східну регіональну канцелярію" УАПЦ, але згодом перейшов до "Міланського синоду" Євлогія (Хеслера).
Прот. Богдан Боднарчук, син митрополита Василія (Боднарчука) та племінник митрополита Іоанна (Боднарчука), колишній настоятель Хрестовоздвиженського собору УАПЦ у м. Кременець, став протопресвітером та деканом Центрально-західного округу УАПЦ-Соборноправної.. Деканом Південно-східного округу УАПЦ-Соборноправної став ієромонах Паїсій (Росс). Деканом Західного округу став ієромонах Андрій (Елдер).
31 березня 1999 року в м. Клівленд відкрилась православна духовна семінарія Святої Марії, ректором якої став архієпископ Михаїл (Явчак-Чампіон) . Префектом семінарії став хіротонізований 13 лютого 2000 року ієромонах Данило (Сміт), якого 20 лютого 2000 року Стефан (Петрович) і Михаїл (Явчак-Чампіон) висвятили у Клівленді в сан вікарного єпископа з титулом "єпископ Марамароський", і він був затверджений, як "синкел" Західного округу УАПЦ-Соборноправної..
Не пізніше 29 жовтня 2001 року була утворена Західноєвропейська єпархія УАПЦ-Соборноправної, з центром у м. Тулон (Франція). Керуючим був призначений архімандрит Калліст (в миру Пьєр Паскаль Монсольв), якого вже станом на 29 жовтня 2001 року було іменовано, як керуючого Тулонською архієпархією, екзарха Франції, Іспанії та Італії. За деякими даними, Калліста 25 грудня 2001 року в США було хіротонізовано на архієпископа Тулонського і Західноєвропейського.
Далі, 8 вересня 2002 року Калліст (Монсольв) був возведений у сан митрополита Західноєвропейського, з титулом екзарха Африканського (за даними офіційного сайту його юрисдикції; але, за даними журналіста Кирила Серебренитського, це насправді сталося в 2003 році, в церемонії возведення у митрополичий сан Калліста брали участь Стефан Бабій-Петрович та Олексій Нізза, митрополити УАПЦ-Соборноправної у США).
13 листопада 2003 року конфесія Калліста перереєстрована під назвою: "Eglise Orthodoxe Occidentale encore nommee Eglise Orthodoxe Ukrainienne autocephale". Попередня назва цієї конфесії з моменту реєстрації 18 листопада 2002 року була наступною: "Union des associations cultuelles de Toulon et de toute la France metropole orthodoxe de Toulon".
Кафедральним собором єпархії став Петропавлівський храм у м. Тулон (25 Bis Boulevard Edgar Amigas, Toulon). Пізніше, 18 грудня 2002 року на архієпископа Паризького УАПЦ-Соборноправної був висвячений архимандрит Миколай (в миру Крістіан Віктор Дюваль), мешканець Парижу, колишній клірик Французького екзархату УПЦ-КП під керівництвом архієпископа Паризького Вігілія (Моралеса) в 1993-1996 рр.; саме Миколай з 2002 року служив коадьютором Калліста. Протосинкелом єпархії став архімандрит Павло (Сняди) з Тулону, українсько-польського походження. До єпархії належало 6 парафій Франції, 7 парафій Іспанії, а також дві парафії Південно-Африканської Республіки, які належали до Африканської православної місії, з центром у м. Кейптаун..
Станом на початок лютого 2003 року, в єпископаті УАПЦ-Соборноправної вже числилися: Калліст - як митрополит-архієпископ Тулонський і Французький, екзарх Західноєвропейський і Африканський; Ніколас - єпископ-вікарій для сирійського обряду Західноєвропейської митрополії-екзархату; єпископ Пабло (Мануель Альварес) - вікарій для Іспанії (призначений єпископом у грудні 2002 року, висвячений на початку 2003 року .), та єпископ-вікарій для Карибських островів Давид Пурьє (David Poirier)..
У 2004 році Калліст (Пьєр Паскаль Монсольв) короткочасно приєднався до юрисдикції Мойсея (Кулика), але станом на 2006 рік з титулом "Bishop of Lavky" та у статусі делегата митрополії УАПЦ для Франції знову значився, як член синоду єпископів Соборноправної УАПЦ  Далі, у 2008 році він, як владика Паскаль-Пьєр, вказаний як "архієпископ Ліможу та представник митрополита УАПЦ у Франції" 
Починаючи з 2003 року, в канонічно-євхаристійному контакті з УАПЦ-Соборноправною перебували Антоніо (Россо) - архієпископ Равенський, митрополит Італійський, та Лоренцо (в миру Лоренс Вільям Касаті) - єпископ Палермський і всієї Сіцилії, в юрисдикції створеної під керівництвом Антоніо "Православної Церкви Італії".. У 2005 році Лоренцо (Касаті) приєднався до УАПЦ-Соборноправної, і перейменував свою Сіцилійську єпархію в "Архієпископство Палермське і всієї Італії".
З того часу існувала Італійська архієпархія УАПЦ з центром у м. Палермо, де знаходиться кафедральний храм на честь святих Афанасія Великого і мучениці Агати.
У цей же період, 20 лютого 2000 року у Клівленді на єпископа-вікарія Клівлендської єпархії з титулом "Марамороський" був висвячений архімандрит Данило (Сміт). У 2003 році на єпископа Зельського висвячений Пол Пітер Джесеп (Єсеп), 1964 року народження, колишній помічник сенаторки від штату Мен Сьюзанни Колінз..  Джесеп став генеральним вікарієм та канцлером Клівлендської архієпархії, з осідком у місті Бангор (штат Мен). Як фактичний заступник першоієрарха УАПЦ-Соборноправної, саме Джесеп 29 вересня 2004 року затвердив автономну Православну соборноправну церкву Колумбії та Венесуели, яку очолив єпископ Манісалеський - владика Одон Абад Гомес, проживаючий у м. Манісалес в Колумбії..
Також своїм актом від 18 вересня 2005 року утворення окремої, самостійної структури УАПЦ для Колумбії та всієї Південної Америки затвердив митрополит Михаїл (Явчак-Чампіон) під час відвідин м. Манісалес..
20 березня 2000 року в містечку Санкт-Петербург (штат Флорида) в юрисдикції УАПЦ-Соборноправної зареєстрована громада "Свято-Миколаївська автокефальна православна церква соборноправна", яку очолив священник Джеральд Шлессінгер..
Приблизно у 2001 році від УАПЦ-Соборноправної відокремилась парафія св. архангела Михаїла у місті Вест-Палм-Біч (штат Флорида), яку очолював Роберт Бучлас (Robert S. Bouchlas), який згодом називав себе архієпископом Хараламбосом. Останній приєднався до ліберально-обновленської "Апостольської православної церкви США",яку очолював митрополит Михаїл (Кіркланд). У цей же період до УАПЦ-Соборноправної належав архімандрит Кирил, в миру Джордж Бедль. Він став у 1992 році співзасновником релігійної громади УАПЦ в місті Колумбус, штат Огайо.
10 жовтня 2001 року черговий собор УАПЦ-Соборноправної надав митрополиту Стефану титул "намісника Київського патріаршого престолу", та призначив Мойсея (Олега Кулика) керувати новоутвореною Українською архієпархією-митрополією..
1 листопада 2002 року відбулася прес-конференція Митрополита Стефана (Бабія-Петровича), першоієрарха УАПЦ-Соборноправної Північної і Південної Америки, присвячена історичному Собору архієреїв УАПЦ-Соборноправної і його рішенню про повернення на територію України частини духовенства цієї Церкви з діаспори. Як результат, утворюється Українська архієпархія УАПЦ-Соборноправної під керівництвом Мойсея (Кулика), який у січні 2003 року заснував перші парафії цієї юрисдикції в Івано-Франківську та Ужгороді.
Втім, на думку архієпископа Клівлендського Михаїла (Явчака-Чампіона), таке рішення було помилковим. Як результат, у січні 2004 року сайт УАПЦ-Соборноправної вперше повідомив про те, що Стефан (Петрович) і архієпископ Михаїл визнали Мефодія (Кудрякова) першоієрархом і патріархом УАПЦ в Україні у своїй окремій письмовій заяві..
Митрополит Стефан добровільно залишив посаду предстоятеля УАПЦ-Соборноправної в червні 2004 року. Його наступником став владика Михаїл Явчак Чемпіон, який був призначений допомагати Петровичу в управлінні церквою як архієпископ-коад’ютор Клівлендський з правом спадкоємства, за рішенням єпархіального собору ще у липні 1998 року. Він став митрополитом-архиєпископом Нью-Йоркським і Американським.
У 2004-2005 роках в УАПЦ-Соборноправній в США відбуваються події, які корінним чином міняють статус УАПЦ-Соборноправної в Україні. УАПЦ-Соборноправна Північної і Південної Америки перейменовується в УАПЦ Північної і Південної Америки і Діаспори, та залишаючись очолювана Митрополитом Михайлом (Явчак-Чампіоном), об'єднується з УАПЦ в Україні, визнаючи своїм першоієрархом Митрополита Мефодія (Кудрякова).

Серед своїх першочергових завдань, передусім митрополит Михаїл зміцнив офіційні стосунки з митрополитом Мефодієм та УАПЦ в Україні, таким чином створивши більш узгоджену модель для УАПЦ у всьому світі. У 2005, 2007 та 2008 роках Михаїл здійснив офіційні візити до Предстоятеля УАПЦ Митрополита Мефодія в Тернополі та до Київської Патріархії УАПЦ. Вони співслужили Божественну Літургію та інші богослужіння та відвідали єпархії УАПЦ. Митрополит Мефодій визнав Михаїла Архиєпископом Митрополитом Нью-Йоркським і Американським, посаду якого він продовжує обіймати.
Також 14-19 лютого 2006 року митрополит Мефодій здійснив історичний пастирський візит до США на запрошення митрополита Михаїла Явчака.. Вони співслужили Божественну Літургію та відвідали церковні спільноти. Це був перший і наразі єдиний випадок в історії, коли Митрополит Київський і Предстоятель УАПЦ відвідав Сполучені Штати та Американський Континент.
За непідтвердженими даними, Михаїл (Явчак-Чампіон) заснував у 2009 році реформаторську парафію в м. Монтроуз (штат Нью-Йорк), для ЛГБТ-спільноти..
Також він служив у церкві для ЛГБТ у Нью-Йорку в 2009 році, що викликало критику та нарікання з боку консервативно налаштованих парафіян.
.
Зокрема, 12 жовтня 2009 року єпископи УАПЦ-Соборноправної Пол-Пітер Джесеп і Данило Сміт виступили з осудом не стільки співпраці Михаїла з ЛГБТ-спільнотою (до самого цього факту вони ставилися нейтрально), скільки - того факту, що Михаїл очолив так звану "Іспанську ліберальну латинську церкву" у США, чого не мав права робити, оскільки ця спільнота повязана з так званими "нью-ейдж релігіями". 
.
Як результат, єпископи зі США Пол-Пітер Джесеп, Данило Сміт, а також номінально, на автономних правах підпорядковані УАПЦ-Соборноправній єпископи: Південно-Американський архієпископ Одон з Колумбії, Італійський архієпископ Лоренцо (Касаті) та Французький архієпископ Калліст (Паскаль Монсольв) вийшли з підпорядкування Михаїла, як і митрополит-емерит Стефан (Петрович). Предстоятель УАПЦ митрополит Мефодій (Кудряков) у 2009 р. ліквідував автономний екзархат УАПЦ у США, очолюваний Михаїлом (Явчаком-Чампіоном), і утворив замість нього представництво УАПЦ у США, яке очолив єпископ Зельський Павло (Пол-Пітер Джесеп).
Цікаво, що останній ще указом Блаженнішого митрополита Київського і всієї України Мефодія (Кудрякова) №044/1 від 29 травня 2006 року призначений офіційним представником Української Автокефальної Православної Церкви перед засобами масової інформації, державними органами влади та громадсько-політичними інституціями Сполучених Штатів Америки..
Втім, до остаточного розколу в УАПЦ-Соборноправній не дійшло. Владика Мефодій був ключовою фігурою в забезпеченні єдності УАПЦ-Соборноправної з УАПЦ в Україні, виявляючи велику пастирську турботу та батьківську любов до Церкви в усіх частинах світу. Після передчасної смерті митрополита Мефодія 24 лютого 2015 року митрополит Михаїл надіслав офіційне співчуття та оголосив офіційну скорботу з приводу смерті глави Церкви. "У зв’язку з напруженістю і невизначеністю політичних і церковних подій в Україні, після смерті митрополита Мефодія УАПЦ в США наразі стверджує свою самостійність" - зазначалося на офіційному сайті УАПЦ-Соборноправної.
Однак уже 1 серпня 2018 року був знятий з реєстрації, з невідомих причин, існуючий з 1994 року в м. Клівленд "Архідіоцез Північної та Південної Америки: катедра св. Бориса і Гліба", керівниками якого юридично були митрополит Стефан (Петрович) та мирянин Борис Островський.
Лише 17 березня 2020 року архієпископ-митрополит Михаїл (Явчак-Чампіон) зареєстрував за своєю (та брата Едварда Чампіона) домашньою адресою у м. Бьюканан (штат Нью-Йорк) свою нову, окрему від юрисдикції Стефана (Петровича) структуру зі схожою назвою  - "Архідіоцез УАПЦ Північної та Південної Америки на честь св. Бориса і Гліба інкорпорований" . Станом на 24 лютого 2015 року, в юрисдикції Михаїла вже служили тільки два єпископа: Данило (Сміт) - архієпископ Портленду, і Михаїл (Джон Кніспек, очевидно - колишній хор-єпископ Хустський Мирослав у 2005-2006 роках) - титулований, як єпископ Детройту.
Варто зазначити, що єпископ Пол Пітер Джесеп на даний час очолює окрему гілку цієї конфесії - релігійну громаду УАПЦ в своєму рідному місті Скенектаді (штат Нью-Йорк). Також він став одним з директорів громадської релігійно-політичної організації, товариства "Найпочесніший орден Святого Амвросія" (The Most Honourable Order of Saint Ambrose), зареєстрованого 24 серпня 2009 року, з поширенням його юрисдикції на штат Кентуккі; президентом цього ордену, розташованого в місті Гошен, штат Кентуккі, став Вільям Майєрс - мешканець міста Луісвілл (штат Кентуккі), та один з бенефіціарів Луісвільського діоцезу Старокатолицької Церкви.. Але вже у 2012 році ця організація була розформована.

### Митрополія УАПЦ-Соборноправної в Канаді
У цей же період, з 1998 року починає існувати одне з відгалужень УАПЦ-Соборноправної в Канаді - так звана "УАПЦ Канадської митрополії", предстоятелем нової церкви став владика Андрій (Базільський-Бреннан) з титулом "архієпископ Новопечерський, митрополит всієї Канади". Бреннан, за однією версією, отримав висвяту на священика в 1996 році від єпискона так званої "Незалежної католицької церкви Ніагари" Боніфація Гросволда..
За іншою ж версією, Бреннана висвятили на єпископа в червні 1998 року представники УАПЦ - єпископ Василій Кевін Колінз, керуючий Нешвільською архієпархією УАПЦ, та єпископ Андрій Морган - представник так званої "Хайдерської архієпархії УАПЦ" під керівництвом Григорія Робертсона з м. Хайдер, штат Аляска.
Титул митрополита всієї Канади в лютому 2000 року Бреннану нібито надав митрополит Нью-Йорка Олексій (Нізза)..
Заступником Бреннана по керівництву митрополією УАПЦ в Канаді став єпископ Торонтський Ярослав (Рассел Середа), який отримав сан священика від владики Андрія (Бреннана) у січні 1999 року, а далі отримав єпископську висвяту 13 квітня 1999 року від Македонської Православної Церкви в храмі св. Климента Охридського в м. Торонто (провінція Онтаріо), а єпископською кафедрою для нього служив храм при православній місії Милосердя Христа Спасителя в містечку Терра Кота, цієї ж провінції..  Вікаріями стали диякони Михайло Зетарук та Іван Гарднер. Резиденцією архієпископа Андрія став заснований ним Новопечерський Благовіщенський монастир у мікрорайоні Бельмонт-Вілладж у містечку Кітченер, провінція Онтаріо в Канаді..
Пізніше Ярослав перейшов служити у м. Йорктон (провінція Саскачеван), де заснував місіонерську спільноту Святого Духа.
Юридичний центр його церкви, зареєстрованої під назвою "The Orthodox Church of Canada (ukrainian Autocephalous Mission Archeparchy)", спочатку мав реєстрацію в м. Кітченер (у 1999-2001 роках), пізніше - в м. Терра Кота (в 2001-2005 рр.), а далі з 31 березня 2005 року - в Едмонтоні (930 Abbottsfield Rd. Edmonton)..
В Едмонтоні предстоятелем цієї церкви після звільнення Ярослава (Середи) зареєструвався митрополит Йосиф, в миру - Джозеф Ройєр, з титулом "Едмонтонський і всієї Канади". Заступником предстоятеля став єпископ Делаверу і всієї Америки для вірних західного обряду Пол Гарланд, громадянин США, мешканець міста Гартлі в штаті Делавер..
Андрій (Бреннан), за його свідченням, у липні-листопаді 1999 року перебував у підпорядкуванні єпископа УАПЦ-Соборноправної в єдності з УПЦ-КП Олександра Биковця. Але згодом, за його словами, розчарувався в УПЦ-КП..
Центром митрополії Андрія (Бреннана) стала парафія святого Венедикта в місті Ексетер (провінція Онтаріо, Канада), у храмі якого, крім Андрія, служили також священник Стефан Аренбург, і родичка останнього у званні монахині (The Reverend Stavrophore Nun Mother Anastasia (Arenburg), котра займала посаду канцлера митрополії..
Саме у місті Ексетер 4 квітня 2001 року під керівництвом Бреннана була зареєстрована нова релігійна організація під назвою "The Eastern Orthodox Catholic Church In Canada and The Americas" (87 Sanders Street West, Exeter, ON). Після Бреннана громаду очолював у 2013-2015 роках священник Стефан Майкл Аренбург..
В червні 2001 року в існуючу під керівництвом Андрія (Бреннана) структуру під назвою "The Eastern Orthodox Catholic Church in Canada and the Americas", крім Андрія, входили також два священнослужителя зі США: єпископ Томас (Логю) - настоятель парафії св. Августина з міста Флюгервіль (штат Техас), і єпископ Арлен (Джоунс) - настоятель парафії св. Андрія у місті Раунд-Рок (штат Техас)  .
Арлен Джоунс, який приєднався до Андрія (Бреннана) в 1999 або 2000 році, вже наприкінці 2001 року залишив УАПЦ-Соборноправну, а у 2005 році зареєстрував громаду "Православна Англіканська Церква" (Orthodox Anglican Church).
Колишній англіканський священник Томас Логю зі штату Техас 6 січня 2001 року був висвячений на архієрея УАПЦ-Соборноправної з титулом "єпископ Південно-Західний", а 5 квітня 2002 року отримав титул "архієпископ Васильківський".  Очолювана ним англіканська парафія св. Августина в м. Флюгервіль у 2001 році отримала статус кафедрального православного собору, і стала православною парафією західного обряду. Крім того, 1 січня 2003 року предстоятель іншох гілки Соборноправної УАПЦ, митрополит Олексій (Нізза) підписав указ, яким утворювалася  митрополія західного обряду, в юрисдикції УАПЦ, під керівництвом Томаса.
Але вже у 2004 році Томас Логю перейшов у юрисдикцію Мойсея Кулика, предстоятеля УАПЦ-канонічної. З ним перейшли 4 парафії в США.
У липні 2002 році з митрополією Андрія Бреннана встановив євхаристійне єднання митрополит Колін з титулом Вестмінстерський і Денверський (штат Колорадо), який походить від УАПЦ-Соборноправної під керівництвом Петра Журавецького - Metropolitan Colin (Guthrie) of Westminster, Colorado..
Також було оголошено про діяльність у 2001-2002 роках у місті Ексетер заочної Свято-Кипріанівської семінарії, керівниками якої стали Андрій (Бреннан) та монахиня Анастасія (Аренбург).
Втім, надалі ця конфесія маргіналізувалась, тому що Бреннан став виставляти напоказ своє особисте життя, відкрито декларував свій гомосексуалізм..  У 2009 році під юрисдикцію Андрія (Базільського-Бреннана) був прийнятий досить суперечливий церковний діяч - владика Самуїл (Полторак)..
Станом на 2009 рік, у цю юрисдикцію входило 5 православних громад Канади: Orthodox Missionary Church of St Vasilije of Ostrog (524 St Clarens Ave Toronto, Ontario) - під керівництвом настоятеля-протоієрея, належного до одного з відгалужень Білоруської Автокефальної Православної Церкви та маючого євхаристійне спілкування з митрополією Андрія Бреннана (Vaso Rajak, Priest-in-charge and Dean of Toronto); St. Benedict's Orthodox Mission Church (87 Sanders St. W., Exeter, Ontario) - під керівництвом настоятеля-протоієрея (Stephen Arenburg; як уже говорилося вище, у 2001-2015 роках громада була зареєстрована під назвою "The Eastern Orthodox Catholic Church in Canada and the Americas"); "St. John the Wonderworker Western-Rite Stavropegial Orthodox Church" в місті Вотерфорд (111 Bruce Street, Waterford, Ontario), з філіальним храмом у селищі Сімко (Simcoe, Ontario) - під керівництвом настоятеля-протоієрея Павла, який пізніше перейшов до РПЦЗ Московського Патріархату (Paul Maletta); Saints Sergius and Bacchus Orthodox Mission Church, Montreal - під керівництвом правлячого архієрея (The Most Rev. Archbishop Andrei (Brennan), Archbishop and Mission Pastor), а також створювана у 2008-2009 роках при підтримці пресвітеріанської церкви чернеча обитель УАПЦ під назвою "St Ireney of Lyons Orthodox Monastery and Retreat Centre", в невеликому містечку з населенням 100 чоловік під назвою Берсвіль - Beersville, New Brunswick (також під керівництвом архієпикопа Андрія)..
Сам митрополит Андрій, в миру Шон Патрік Бреннан, помер 1 серпня 2013 року в Торонто на 44 році життя.. З його смертю, Новопечерський скит перестав існувати, в його приміщенні розташувався офісний центр.
На противагу Андрію (Базільському-Бреннану), митрополит УАПЦ-Соборноправної Стефан (Бабій-Петрович) видав 11 березня 2002 року указ про заснування Канадської єпархії УАПЦ-Соборноправної. Кафедральним храмом цієї єпархії став собор св. Іллі у м. Міссіссога, настоятелем якої став канадський араб, священник Георгій Айюб (George Ayoub), призначений також єпархіальним протосинкелом.. В новій єпархії всього числилося 4 парафії (Mississauga, Ontario - Cathedral of St. Elias; Waterloo, Ontario - St. Mary Church; Hamilton, Ontario - St. Demetrius Mission; Vancouver, British Columbia - St. George Church), а також діяла православна молодіжна організація канадських арабів.
З того часу Стефан (Бабій-Петрович) титулувався за сумісництвом, не тільки як митрополит Нью-Йоркський і Американський, але також як митрополит Міссісогський і Канадський..
В цей же період парафія святого Іллі у м. Міссіссога під керівництвом священика Георгія Айюба отримала 29 червня 2001 року офіційну реєстрацію під назвою "Mar Elias Eastern Orthodox Church Organization Of Ontario"..
Станом на 2002 рік, Георгій Айюб числився, як декан (благочинний) Східної Канади. В цей же період, деканом (благочинним) Західної Канади числився священник Димитрій Моамар - мешканець містечка Осойос, провінція Британська Колумбія, Канада, та настоятель Георгіївської парафії у м. Ванкувер, у цій же провінції. Він також належав до УАПЦ-Соборноправної.

## Ієрархія

### Предстоятелі
- Григорій (Огійчук), митрополит (до 1971 архієпископ) Чиказький (1947—1985)
- Петро (Колісник), архієпископ Чиказький і Січеславський (1985-1988, відокремився в самостійну юридикцію)
- Олександр (Биковець), архієпископ Детройтський і Уманський (1988-1993, приєднався до УПЦ-КП)
- Олексій (Низа, або Нізза) (у 1990-1999 рр. керував одним з відгалужень УАПЦ-Соборноправної)
- Стефан (Бабій-Петрович) (1999-2004)
- Михайло (Явчак-Чампіон) (Michael J. Champion) (з 2004 р.)

### Єпископат
Від часу утворення
- Микола (Урбанович), архієпископ Вінніпезький (березень 1954 — 13 березня 1976)
- Євген (Бачинський), єпископ Західноєвропейський (7 травня 1955 — 30 жовтня 1978)
- Донат (Буртан), єпископ Мельбурнський (28 серпня 1955 — 1 вересня 1962), перейшов до УПЦ в діаспорі
- Геннадій (Шиприкевич), архієпископ Чиказький і Західноамериканський (1 вересня 1962 — 15 листопада 1964), перейшов до УПЦ у вигнанні
- Олексій (Пилипенко), архієпископ Південноамериканський (1968 — 1973), архієпископ Детройтський (1975 — 1977)
- Варлаам (Василь Дзюба), колишній протоієрей, був єпископом УАПЦ-Соборноправної у США в 1973-1982 роках
- Іван (Гриценко), єпископ Лондонський (жовтень 1969 — 1985)
- Петро (Колісник), єпископ Січеславський і Чиказький (24 серпня 1975 — 1993)

Єпископи, які не входять до УПЦ в США чи УПЦ в Канаді:
- Данило (Сміт), єпископ Марамарошу (з 2000 року), далі перейменований у архієпископа Портлендського
- Мирослав (Майкл-Джон Стечак-Книспек) (Myroslav (Michael) Kniespeck), Архієпископ Хустський (з 2005 року), далі перейменований у архієпископа Детройтського (1973 року народження, мешканець м. Макомб, штат Мічиган)
- Пол Пітер Джесеп (Paul Peter Jesep), єпископ Зельський (з 2003 р. по 2009 р., далі за штатом)
- Авель (Федюк), єпископ Чиказький, екзарх Північно-Західної Америки (3 листопада 2013 – серпень 2015)